# Elecciones estatales de Nueva Gales del Sur de 1904
Las elecciones estatales Nueva Gales del Sur de 1904 tuvieron lugar el 6 de agosto del mencionado año con el objetivo de renovar los 90 escaños de la Asamblea Legislativa del estado. Fueron las vigésimo primeras elecciones que se celebraban en Nueva Gales del Sur, y las segundas desde la conversión de la colonia en un estado de Australia.

## Resultados
|  | 44.58 % |

|  | 23.30 % |

|  | 18.98 % |

|  | 6.46 % |

|  | 5.34 % |

|  | 1.34 % |

|  | 98.99 % |

|  | 0.99 % |

|  | 100.00 % |

|  | 59.31 % |